# خوسيه أنطونيو هرنانديز
خوسيه أنطونيو هرنانديز (بالإسبانية: José Antonio Hernández)‏ هو لاعب كرة قدم مكسيكي، ولد في 16 فبراير 1995.